# Przypływy nocy
Przypływy nocy (ang. Midnight Tides) – piąty z dziesięciu tomów epickiej serii fantasy Malazańskiej Księgi Poległych kanadyjskiego pisarza Stevena Eriksona.
Powieść opublikowano po raz pierwszy w 2004 roku w Wielkiej Brytanii. W Polsce pojawiła się również w roku 2004 wydana nakładem wydawnictwa Mag w tłumaczeniu Michała Jakuszewskiego. Ze względu na znaczny rozmiar w polskim wydaniu została podzielona na dwie części:
- Przypływy nocy: Misterny plan
- Przypływy nocy: Siódme zamknięcie